# TEAC

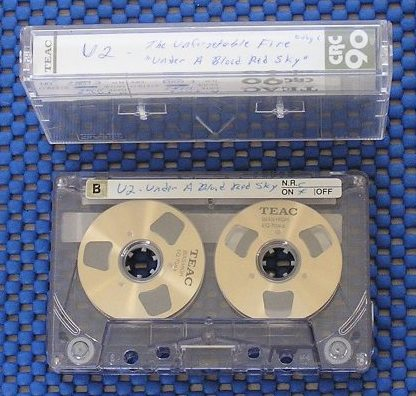
Audio casete TEAC CRC 90 minutos

TEAC Corporation (ティアック) (TYO: 6803) es una empresa de electrónica con sede en Japón. Disponen de una división de grabación llamada TASCAM. TEAC fue fundada en 1956 como la Tokyo Electro Acoustic Company.
Conocida por sus equipos de audio de alta calidad durante la década de 1980, TEAC produjo una notable cantidad de reproductores de casetes, reproductores de CD, tocadiscos y amplificadores.
TEAC comercializó una casete de audio con la carcasa transparente, con unas bobinas de cinta cuyo aspecto recordaba al de las grandes grabadoras de cinta abierta. Muchos fabricantes de la época usaban los casetes TEAC para anunciar sus reproductores, ya que los casetes fabricados por la compañía parecían más profesionales que los casetes estándar, aprovechando la referencia visual indirecta a los magnetófonos de bobina abierta (de mayor calidad que los grabadores de casetes).
La compañía sigue produciendo varios equipos de audio y mantiene una respetada división de alta calidad llamada Esoteric.
En la parte digital del negocio, TEAC fabrica grabadores de DVD±R y DVD±RW, CD-RW, CD-ROM, DVD-ROM, discos duros, disquetes y memorias USB.

## Historia
La compañía que finalmente se convirtió en la corporación TEAC se fundó en agosto de 1953. Originalmente llamada Tokyo Television Acoustic Company, empleó a Katsuma Tani, un ex ingeniero de aviación y aeronáutica, quien se ganó la reputación de creador altamente calificado de equipos de audio.
En 1956, su hermano, Tomoma Tani, llevó a su casa una grabadora de cinta estéreo de 3 motores y 3 cabezales hecha a mano. Esto despertó el interés de Katsuma en las grabadoras de cinta de bobina abierta. Confiados en que podrían diseñar una grabadora mejor, los hermanos Tani fundaron la Compañía Electroacústica de Tokio el 24 de diciembre de 1956.
La Compañía Acústica de Televisión de Tokio y la Compañía Electroacústica de Tokio se fusionaron para crear la corporación TEAC, tomando las iniciales de esta última como su nombre. El objetivo principal de la nueva empresa era diseñar y fabricar grabadoras.
En 2013, Gibson Guitar Corporation compró una participación mayoritaria en la empresa, y le dio el 54,42% de la empresa. Después de la quiebra de Gibson en 2018, TEAC anunció que seguirían operando por su cuenta.

## Sistemas de memoria en cinta para ordenador
En mayo de 1961, TEAC celebró un acuerdo de licencia con IBM para crear sistemas de memoria de cinta magnética.